# Ramila acciusalis
Ramila acciusalis är en fjärilsart som beskrevs av Walker 1859. Ramila acciusalis ingår i släktet Ramila och familjen Crambidae. Inga underarter finns listade i Catalogue of Life.